# Chrysosoma nubeculosum
Chrysosoma nubeculosum är en tvåvingeart som först beskrevs av Becker 1922.  Chrysosoma nubeculosum ingår i släktet Chrysosoma och familjen styltflugor. Inga underarter finns listade i Catalogue of Life.